# Rhynchosia connata
Rhynchosia connata är en ärtväxtart som beskrevs av Baker f. Rhynchosia connata ingår i släktet Rhynchosia och familjen ärtväxter. Inga underarter finns listade i Catalogue of Life.